# Südafrikanische Cricket-Nationalmannschaft in Indien in der Saison 2019/20
Die Tour der südafrikanischen Cricket-Nationalmannschaft nach Indien in der Saison 2019/20 findet in zwei Teilen vom 15. September bis zum 19. Oktober 2019 und vom 12. bis zum 18. März 2020 statt. Die internationale Cricket-Tour ist Bestandteil der Internationalen Cricket-Saison 2019/20 und umfasst drei Tests, drei ODIs und drei Twenty20s. Die Tests waren Bestandteil der ICC World Test Championship 2019–2021. Die Twenty20-Serie endete 1–1 unentschieden, Indien gewann die Test-Serie 3–0.

## Vorgeschichte
Für beide Teams ist es die erste Tour der Saison. Das letzte Aufeinandertreffen der beiden Mannschaften bei einer Tour fand in der Saison 2017/18 in Südafrika statt.

## Stadien
Die folgenden Stadien wurden für die Tour als Austragungsort vorgesehen.
| Stadion                                      | Stadt         | Kapazität | Spiele          |
| -------------------------------------------- | ------------- | --------- | --------------- |
| M. Chinnaswamy Stadium                       | Bengaluru     | 42.000    | 3. T20          |
| Himachal Pradesh Cricket Association Stadium | Dharamsala    | 23.000    | 1. T20 & 1. ODI |
| Eden Gardens                                 | Kolkata       | 82.000    | 3. ODI          |
| K. D. Singh Babu Stadium                     | Lucknow       | 25.000    | 2. ODI          |
| Punjab Cricket Association Stadium           | Mohali        | 35.000    | 2. T20          |
| Subrata Roy Sahara Stadium                   | Pune          | 42.000    | 2. Test         |
| JSCA International Stadium Complex           | Ranchi        | 39.133    | 3. Test         |
| ACA-VDCA Cricket Stadium                     | Visakhapatnam | 30.000    | 1. Test         |

## Kaderlisten
Südafrika benannte seinen Kader am 13. August 2019.
| Test | Test | ODI | ODI | Twenty20 | Twenty20 |
| Indien | Südafrika | Indien | Südafrika | Indien | Südafrika |
| --- | --- | --- | --- | --- | --- |
| - Virat Kohli (K) - Ajinkya Rahane (VK) - Mayank Agarwal - Ravichandran Ashwin - Jasprit Bumrah - Shubman Gill - Ravindra Jadeja - Shahbaz Nadeem - Rishabh Pant (wk) - Cheteshwar Pujara - Wriddhiman Saha (wk) - Mohammed Shami - Ishant Sharma - Rohit Sharma - Hanuma Vihari - Kuldeep Yadav - Umesh Yadav | - Faf du Plessis (K) - Temba Bavuma (VK) - Theunis de Bruyn - Quinton de Kock (wk) - Dean Elgar - Zubayr Hamza - Heinrich Klaasen (wk) - George Linde - Keshav Maharaj - Aiden Markram - Senuran Muthusamy - Lungi Ngidi - Anrich Nortje - Vernon Philander - Dane Piedt - Kagiso Rabada - Rudi Second (wk) | - Virat Kohli (K) - Jasprit Bumrah - Yuzvendra Chahal - Shikhar Dhawan - Shubman Gill - Shreyas Iyer - Ravindra Jadeja - Bhuvneshwar Kumar - Manish Pandey - Hardik Pandya - Rishabh Pant (wk) - KL Rahul - Navdeep Saini - Prithvi Shaw - Kuldeep Yadav | - Quinton de Kock (K, wk) - Temba Bavuma - Faf du Plessis - Beuran Hendricks - Heinrich Klaasen - George Linde - Keshav Maharaj - Janneman Malan - David Miller - Lungi Ngidi - Anrich Nortje - Andile Phehlukwayo - Lutho Sipamla - JJ Smuts - Rassie van der Dussen - Kyle Verreynne | - Virat Kohli (K) - Rohit Sharma (VK) - Khaleel Ahmed - Deepak Chahar - Rahul Chahar - Shikhar Dhawan - Shreyas Iyer - Ravindra Jadeja - Manish Pandey - Hardik Pandya - Krunal Pandya - Rishabh Pant (wk) - KL Rahul - Navdeep Saini - Washington Sundar | - Quinton de Kock (K, wk) - Rassie van der Dussen (VK) - Temba Bavuma - Junior Dala - Bjorn Fortuin - Beuran Hendricks - Reeza Hendricks - George Linde - David Miller - Anrich Nortje - Andile Phehlukwayo - Dwaine Pretorius - Kagiso Rabada - Tabraiz Shamsi - JJ Smuts |

## Tour Match
| 26. – 28. September Scorecard | Vizianagaram | South Africans 279-6d (64) | – | Indian Board President’s XI 265-8 (64) |
|                               |              | Remis                      |   |                                        |

## Twenty20 Internationals

### Erstes Twenty20 in Dharamsala
| 15. September Scorecard | Dharamsala | Indien   | – | Südafrika |
|                         |            | Abgesagt |   |           |

### Zweites Twenty20 in Mohali
| 18. September Scorecard | Mohali | Südafrika 149-5 (20)         | – | Indien 151-3 (19) |
|                         |        | Indien gewinnt mit 7 Wickets |   |                   |

### Drittes Twenty20 in Bengaluru
| 22. September Scorecard | Bengaluru | Indien 134-9 (20)               | – | Südafrika 140-1 (16.5) |
|                         |           | Südafrika gewinnt mit 9 Wickets |   |                        |

## Tests

### Erster Test in Visakhapatnam
| 2. – 6. Oktober Scorecard | Visakhapatnam | Indien 502-7d (136) & 323-4d (67) | – | Südafrika 431 (131.2) & 191 (65.5) |
|                           |               | Indien gewinnt mit 203 Runs       |   |                                    |

### Zweiter Test in Pune
| 10. – 14. Oktober Scorecard | Pune | Indien 601-5d (156.3)                         | – | Südafrika 275 (105.4) & 189 (67.2) (f/o) |
|                             |      | Indien gewinnt mit einem Innings und 137 Runs |   |                                          |

### Dritter Test in Ranchi
| 19. – 22. Oktober Scorecard | Ranchi | Indien 497-9d (116.3)                         | – | Südafrika 162 (56.2) & 133 (48) (f/o) |
|                             |        | Indien gewinnt mit einem Innings und 202 Runs |   |                                       |

## One-Day Internationals

### Erstes ODI in Dharamsala
| 12. März Scorecard | Dharamsala | Indien         | – | Südafrika |
|                    |            | Spiel abgesagt |   |           |

### Zweites ODI in Lucknow
| 15. März Scorecard | Lucknow | Indien | – | Südafrika |
|                    |         |        |   |           |

### Drittes ODI in Kolkata
| 18. März Scorecard | Kolkata | Indien | – | Südafrika |
|                    |         |        |   |           |